# Mariage à Fort Bow
Mariage à Fort Bow, de son titre original Vive la mariée !, est la soixante-septième histoire de la série Les Tuniques bleues de Lambil et Raoul Cauvin. Elle est publiée pour la première fois du no 3502 au no 3512 du journal Spirou, puis en album en 2005.

## Résumé
Un certain Cochran prétend avoir mis la main sur un filon d'or. Les collines seront bientôt envahies par des chercheurs mais aussi des bandits et des tricheurs, ce qui inquiète le colonel Appeltown. Le sergent Chesterfield réussit à convaincre Loup-Gris, chef de la tribu indienne proche, de ne pas intervenir. Il va mettre en scène avec le caporal Blutch et trois autres soldats de Fort Bow un massacre commis par les Indiens. Horrifiés, les colons retournent de là où ils viennent. Pour fêter cette victoire, Chesterfield invite Loup-Gris au fort, ignorant que celui-ci désire épouser Amélie Appeltown, la fille du colonel. Le caporal Blutch se retrouve malgré lui obligé d'épouser Amélie pour donner le change....